# باولو خورخي (لاعب كرة قدم)
باولو خورخي هو لاعب كرة قدم برتغالي، ولد في 16 يونيو 1970 في لواندا في أنغولا. لعب مع أونياو ليريا ونادي جل فيسنتي.

## وصلات خارجية
- باولو خورخي (لاعب كرة قدم) على موقع قاعدة بيانات كرة القدم.إي يو (الإنجليزية)
- باولو خورخي (لاعب كرة قدم) على موقع عالم كرة القدم.نت (الإنجليزية)